# Sierra Nevada Corporation

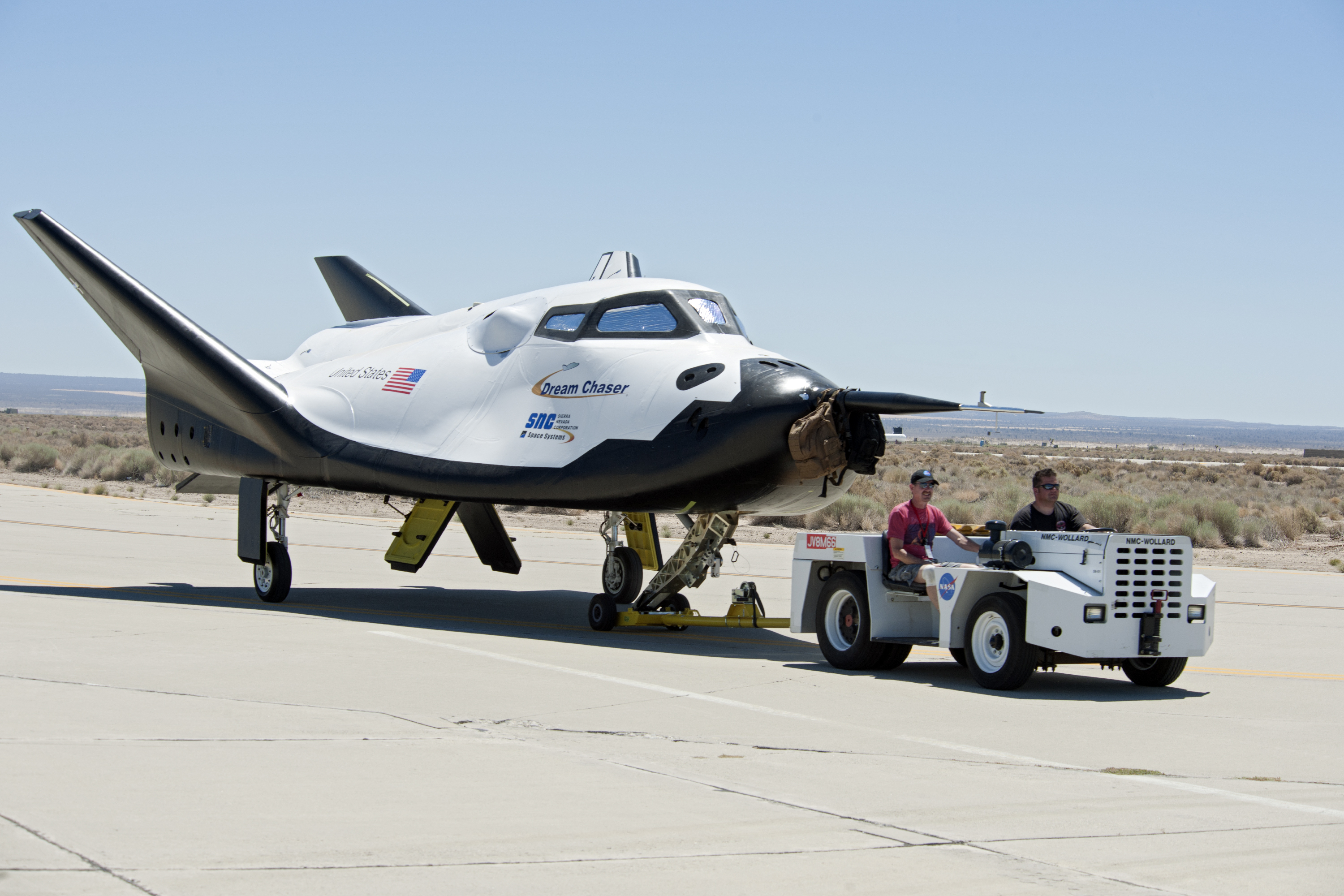
Le Dream Chaser

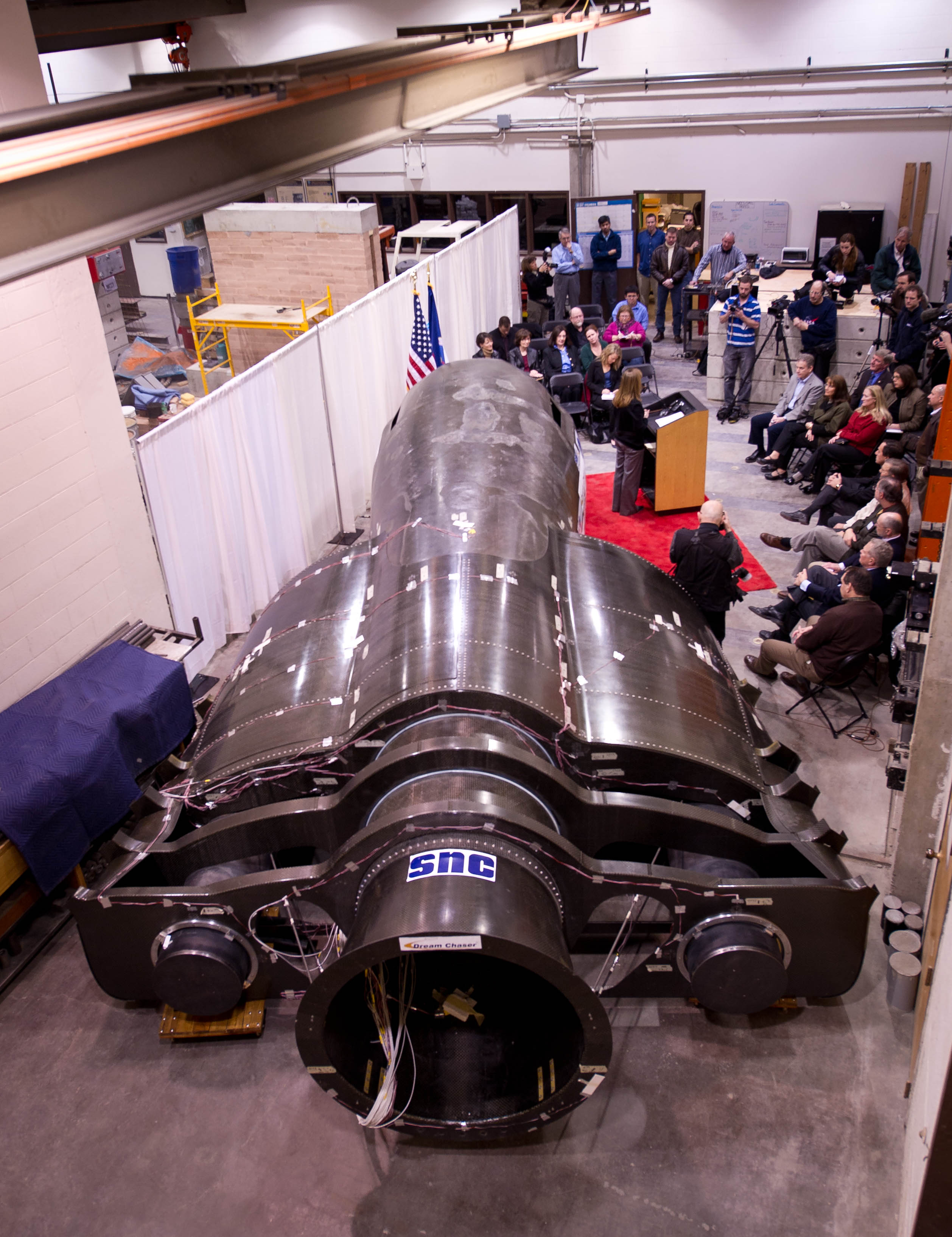
Le Dream Chaser de SNC en 2011.

Sierra Nevada Corporation (SNC) est une entreprise d'électronique et un intégrateur de systèmes américain fournisseur de l'Armée américaine, de la NASA et de l'industrie spatiale.
La société, qui a son siège à Sparks au Nevada, emploie, en 2009, 3 000 personnes sur 35 sites répartis sur 16 États américains.
Sierra Nevada Corporation se classait en 2023 au 57e rang mondial pour la production d'armement.

## Activités
Entre autres, elle convertit des aéronefs pour les besoins spécifiques des forces armées.
Par exemple, elle a modifié 17 Dornier 328 à partir de 2009 en avions de transport tactique pour l'USAF qui sont livrés entre 2011 et juillet 2013 au 524th Special Operations Squadron du Air Force Special Operations Command (AFSOC).

## Dream Chaser
SNC propose, via sa filiale Sierra Nevada Corporation's Space Systems regroupant SpaceDev acquise en 2008 et une autre filiale, le vaisseau spatial Dream Chaser. Celui-ci a été choisi par la NASA en février 2010 pour la première phase du programme Commercial Crew Development (CCDev) : ce programme vise à développer une capsule spatiale capable de transporter des astronautes jusqu'à la station spatiale internationale et a été l'une des 4 finalistes de ce programme en 2011 recevant 80 millions de dollars pour continuer à développer le vaisseau Dream Chaser.